# 굴드 대

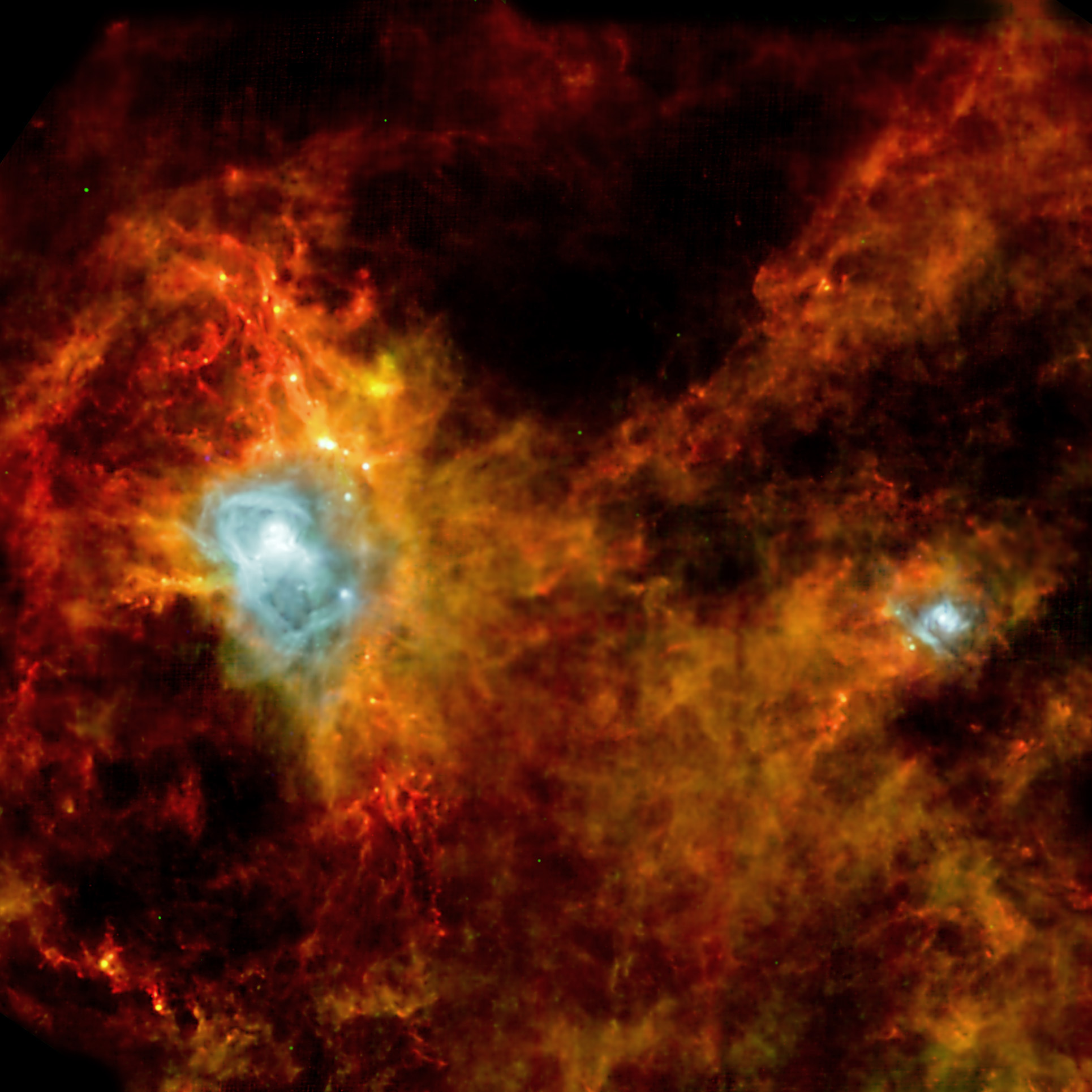
위 사진의 암흑 성운은 독수리자리 방향으로 약 1,000 광년 떨어져 있는 굴드 대의 일부이다.

굴드 대(영어: Gould Belt)는 우리 은하 안에 있는, 약 3,000 광년을 가로지르는 항성들의 부분적인 고리로, 은하면 쪽으로 약 16도에서 20도 정도 기울어져 있다. 많은 OB형 별들을 포함하고 있고, 태양이 속해 있는(나선팔의 중심에서 약 325 광년 떨어진) 국부 나선팔을 나타내고 있다.

## 형성 및 기원
굴드 대는 3,000만 년에서 5,000만 년 전에 형성된 것으로 추정되고 있고, 기원에 관해서는 알려지지 않았다.

## 명칭의 유래
굴드 대라는 이름은 1879년에 이를 처음으로 발견한 벤저민 굴드의 이름을 따서 붙여졌다.

## 항성 소속
굴드 대는 (거의 동쪽으로)세페우스자리, 도마뱀자리, 페르세우스자리, 오리온자리, 큰개자리, 고물자리, 돛자리, 용골자리, 남십자자리, 센타우루스자리, 이리자리, 전갈자리(전갈자리-센타우루스자리 성협 포함)와 같은 다양한 별자리의 밝은 별들을 포함하고 있다. 또한 은하수는 앞에 언급한 대부분의 별자리를 통과하고 있다.

## 형성 추정
2009년에 발표된 이론은 굴드 대가 약 3,000만 년 전 우리가 위치한 영역의 분자운과 암흑물질 덩어리가 충돌될 때 형성되었다고 주장한다. 또한 다른 은하에서 굴드 대와 유사한 구조에 대한 증거가 있다.

## 같이 보기
- 굴드 대 탐사
- 국부 거품
- 국부 성간 구름
- 오리온자리 나선팔
- 페르세우스자리 나선팔
- 황야의 7인